# مریخ

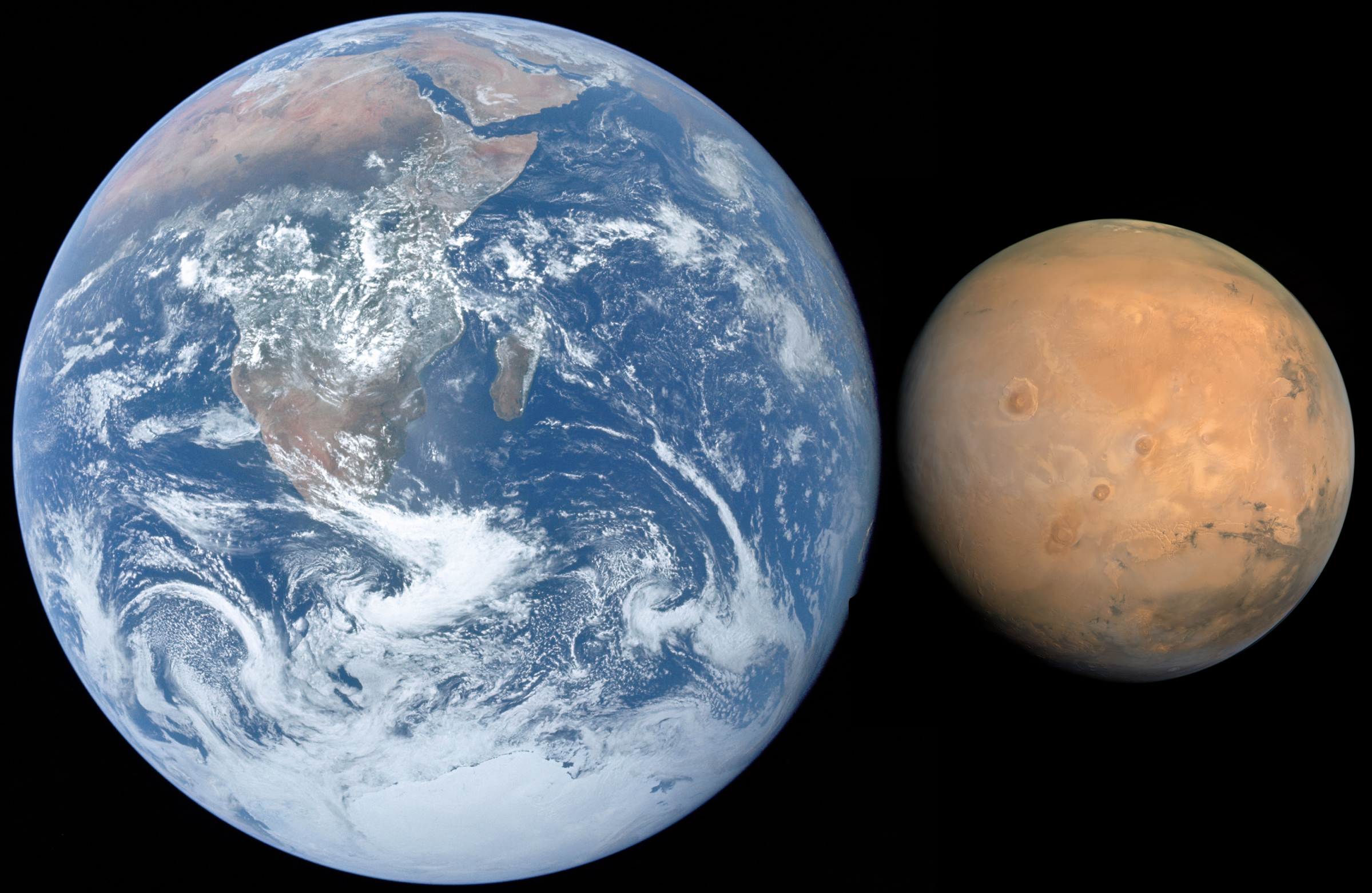
مقایسه نسبت اندازه حقیقی سیاره مریخ با زمین

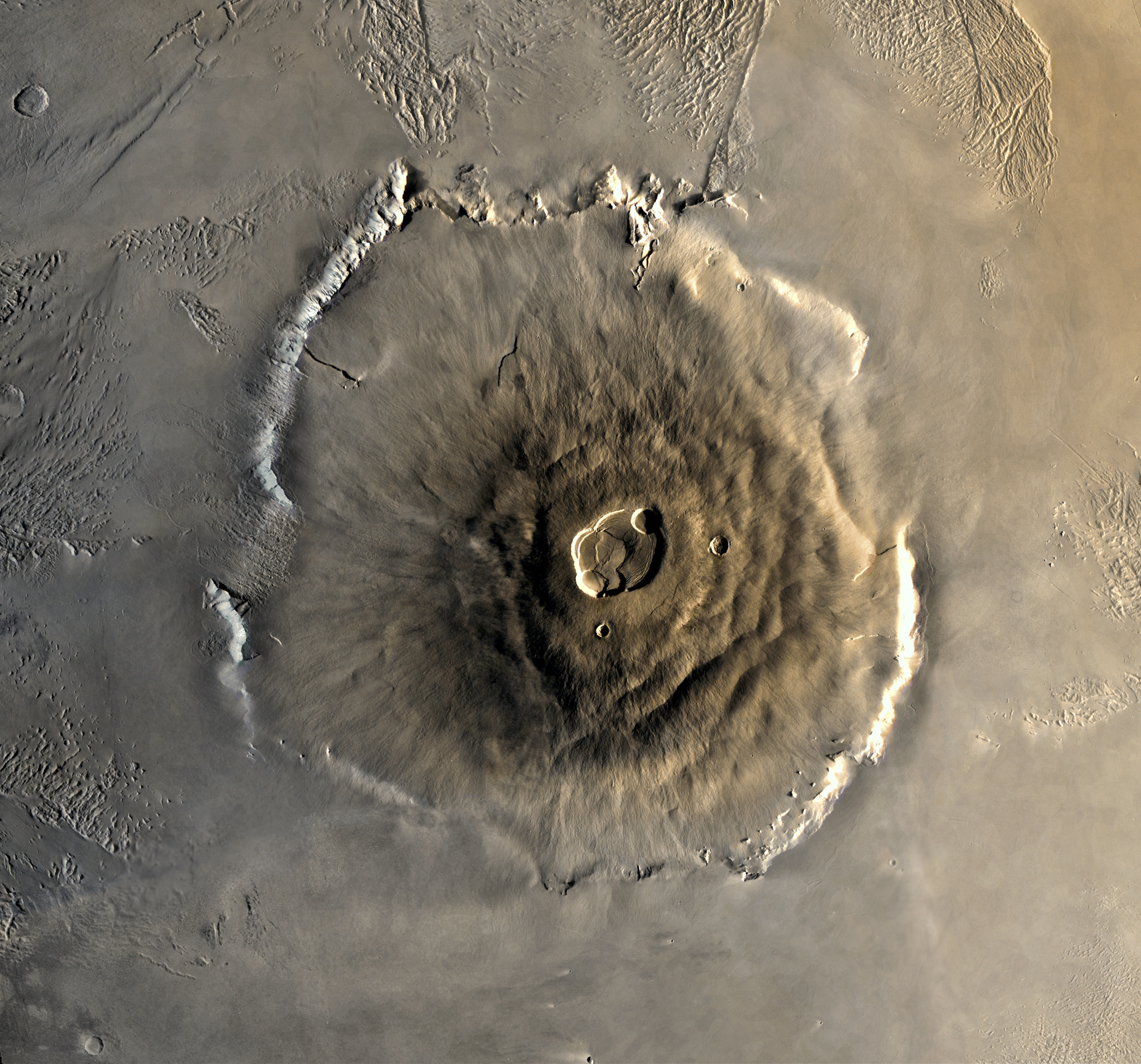
نگاره‌ای ثبت‌شده به‌سال ۱۹۷۸ میلادی از آتشفشان کوه المپوس بر سطح سیارهٔ مریخ. کوه المپوس با ارتفاع ۲۲ کیلومتر از نقطه ژئودزی (تقریبا سه برابر کوه اورست)، بزرگ‌ترین آتشفشان سپری منظومهٔ شمسی محسوب می‌شود.

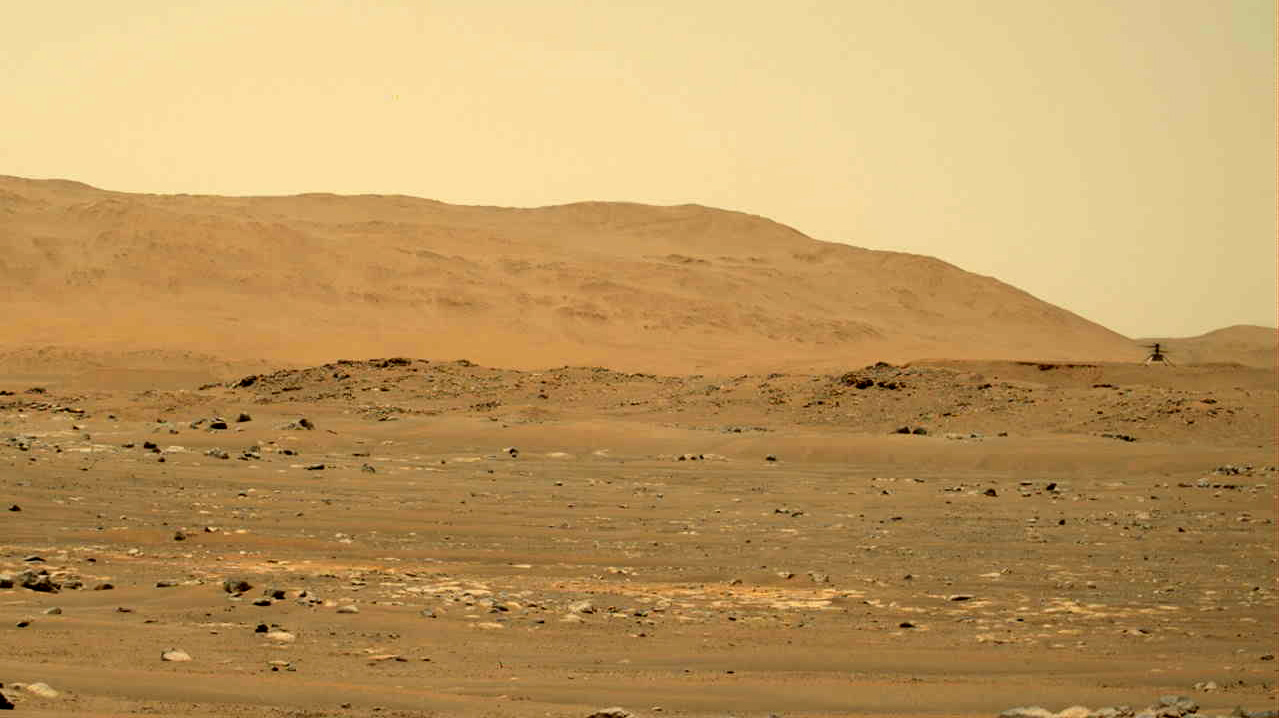
عکسی از سطح سیاره مریخ که توسط مریخ نورد گرفته شده است.

مریخ یا بهرام چهارمین سیاره در منظومهٔ شمسی است که در یک مدار طولانی‌تر و با سرعتی کمتر از زمین به دور خورشید می‌چرخد. هر یک بار گردش این سیاره به دور خورشید معادل ۶۸۷ شبانه‌روز زمین طول می‌کشد و طول شب و روز آن از زمین کمی طولانی‌تر است. آسمان مریخ آبی پر رنگ است ، این مساله از غلظت پایین جو‌ مریخ نشأت می گیرد
نام فارسی این سیاره بهرام و نام عربی-یونانی آن مِریخ است. در کتاب‌های قدیمی فارسی آن را فلک شحنهٔ پنجم و سایس رواق پنجم نیز نامیده‌اند.
قطر مریخ نزدیک به یک‌دوم قطر زمین و برابر ۶٬۷۹۰ کیلومتر است. (قطر زمین: ۱۲٬۷۵۶ کیلومتر)،اگر بخواهیم حجم مریخ را با حجم زمین مقایسه کنیم ۶ عدد سیاره مریخ در حجم زمین جای می‌گیرد.
نوری که از خورشید به مریخ می‌رسد نصف نوری است که زمین دریافت می‌کند، اما روز مریخی چهل دقیقه طولانی‌تر از زمستان زمین است و به این خاطر امکان رشد گیاهان در شرایط گلخانه‌ای در مریخ وجود دارد. روزهای مریخ ۲۴ ساعت و ۳۷ دقیقه طول می‌کشد. از آن‌جا که محور سیاره مریخ همانند زمین °۲۴ درجه کج است، در این سیاره نیز فصل‌های سال وجود دارند. اما هر سال مریخی کم و بیش دو برابر سال زمینی یعنی ۶۷۸ روز طول می‌کشد.
اتمسفر مریخ سرخ‌رنگ است و از زمین در آسمان شب نیز سرخی آن دیده می‌شود. کرهٔ مریخ دو قمر کوچک به نام‌های فوبوس و دِیموس دارد که ظاهری نابسامان دارند. این دو قمر شاید شهاب‌سنگ هستند که در مدار مریخ به دام افتاده‌اند. اگر شخصی در کرهٔ مریخ باشد خواهد دید که فوبوس سه بار در یک روز طلوع و غروب می‌کند. دیموس نیم فوبوس بوده و چنانچه از مریخ به آن نگاه کنیم این قمر بیشتر همانند یک ستاره خواهد بود تا یک ماه. خورشیدگرفتگی در مریخ به دلیل کوچک بودن قمرهای آن کامل نیست. قمرهای مریخ به سطح آن نزدیک هستند و بزرگ‌ترین قمر آن فوبوس است که گردش آن به دور سیارهٔ مریخ نزدیک به ۷ ساعت و ۳۹ دقیقه و ۲۷ ثانیه است. زمان گردش مداری دیموس نیز ۱ روز و ۶ ساعت و ۲۱ دقیقه و ۱۶ ثانیه است.
مریخ، سیاره سرخ‌رنگ سامانهٔ خورشیدی، یک‌دوم زمین قطر دارد و مساحت سطح آن برابر با مساحت خشکی‌های روی زمین است. همانند زمین، یخ‌های قطبی، دره‌های عمیق، کوه، غبار، توفان و فصل دارد. در دشت‌های آن مانند ماه، گودال‌هایی برآمده از برخورد سنگ‌های آسمانی دیده می‌شود. با وجود اندازهٔ کوچکش، بلندترین قلهٔ سامانهٔ خورشیدی یعنی کوه المپوس و بزرگ‌ترین درهٔ منظومهٔ شمسی در این سیاره پیدا شده است.
کهنه‌بودن بیشتر دهانه‌های برخوردی سیارهٔ مریخ نشان‌دهندهٔ پرکاری زیاد پدیده‌های زمین‌شناختی در این سیاره است.
در تاریخ ۱۹ سپتامبر ۲۰۲۲ اولین تصویر و اطلاعات ثبت شده توسط تلسکوپ فضایی جیمز وب از سیاره مریخ توسط ناسا منتشر شد.

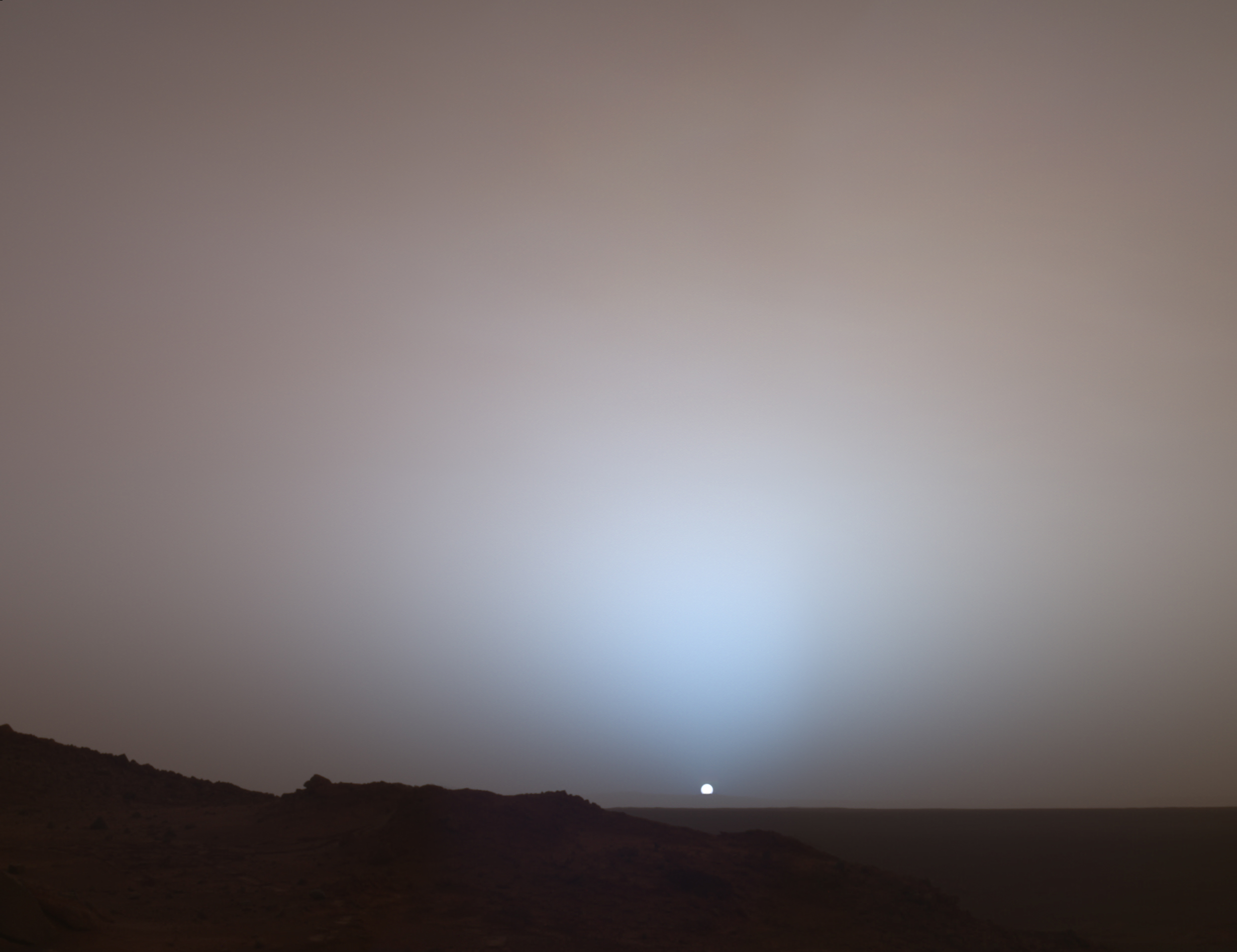
عکسی از غروب خورشید در سطح سیاره مریخ که به رنگ آبی است.

## ویژگی‌های فیزیکی

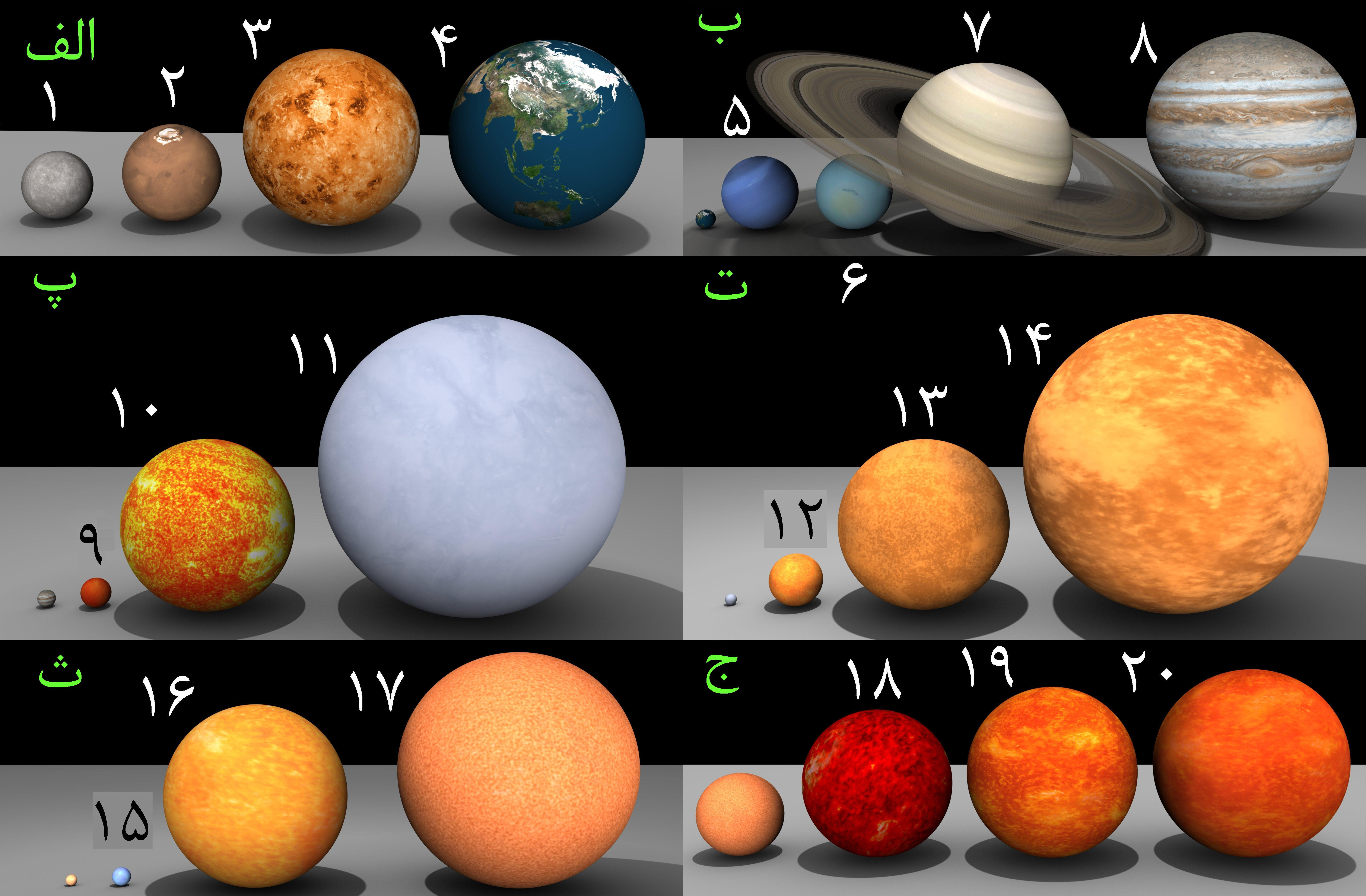
هم‌سنجی سیاره‌های سامانهٔ خورشیدی با شماری از ستاره‌های پرآوازه: الف: زمین (۴) > زهره (۳) > مریخ (۲) > عطارد (۱) ب: هرمز (۸) > کیوان (۷) > اورانوس(۶) > نپتون (۵) > زمین (بدون شماره) پ: شباهنگ (۱۱) > خورشید (۱۰) > ولف ۳۵۹ (۹) > هرمز (بدون شماره) ت: دبران (۱۴) > نگهبان شمال (۱۳) > رأس پیکر پسین (۱۲) > شباهنگ (بدون شماره) ث: ابط‌الجوزا (۱۷) >قلب عقرب (۱۶) > پای شکارچی (۱۵) > دبران (بدون شماره) ج: وی‌وای سگ بزرگ (۲۰) >وی‌وی قیفاووس (۱۹) > مو قیفاووس (۱۸) > ابط‌الجوزا (بدون شماره)

مریخ از زمین کم چگالی‌تر است، به گونه‌ای که حجمی برابر ۱۵٪ و جرمی برابر ۱۱٪ زمین دارد. مساحت سطح آن تنها اندکی کمتر از مجموع سطوح خشکی‌های زمین است. مریخ در برابر عطارد بزرگتر و دارای جرم بیشتر و در نتیجه چگالی‌تر است. همین زمینه سبب شده است نیروی گرانش بیشتری در سطح مریخ وجود داشته باشد. مریخ از نظر میزان حجم و جرم، هشتمین جسم در منظومهٔ شمسی است.
مریخ از دید اندازه، جرم و گرانش سطح، حالتی میان زمین و ماه (ماه زمین) دارد؛ ماه قطری برابر یک دوم قطر مریخ دارد، در حالی که قطر زمین حدود دو برابر قطر مریخ است، زمین دارای جرمی در حدود ده برابر جرم مریخ است، در حالی که جرم ماه ده برابر کمتر از مریخ است. نمای سرخ-نارنجی رنگ مریخ در اثر وجود آهن (III) اکسید، که بیشتر به هماتیت یا زنگ آهن مشهور است، به وجود آمده است.

## خاک
در ژوئن ۲۰۰۸، داده‌های به دست آمده به دست کاوشگر فینیکس ثابت کرد که خاک مریخ دارای اندکی ویژگی بازی (قلیایی) و همچنین دربرگیرندهٔ موادی مانند منیزیم، سدیم، پتاسیم و کلر، که وجود همه آن‌ها برای زیست و رویش موجودات زنده ضروری است، می‌باشد. پژوهشگران خاک به دست آمده از بخشی نزدیک قطب شمال مریخ را با کمی خاک باغچه زمینی هم سنجی کردند و به این نتیجه رسیدند که خاک مریخ برای رشد گیاهانی چون مارچوبه مناسب است.
در اوت ۲۰۰۸، کاوشگر فینیکس با انجام آزمایش‌های ساده شیمیایی، مثل آمیختن آب زمین با خاک مریخ، با هدف آشکار ساختن پی‌اچ خاک مریخ، نشانه‌هایی از نمک پرکلرات پیدا کرد، که این موضوع تئوری دانشمندان بسیاری را که ادعا کرده بودند خاک مریخ به‌طور چشمگیری دارای ویژگی بازی است، تأیید می‌کرد. pH خاک مریخ ۷٫۷ اندازه‌گیری شد.
نتایج حاصل از نمونه‌گیری و آزمایش خاک سطح مریخ، که از جمله با کمک اشعه ایکس، توسط کاوشگر کنجکاوی انجام گرفت، نشان می‌دهد که سطح مریخ بافتی بازالتی دارد که نوعی سنگ آتش‌فشانی، مشابه شن‌های سواحل هاوایی است.

## مدار

مدار مریخ با 143 e6mi فاصله از خورشید؛ که آن را در ۶۸۷ روز زمینی می‌پیماید، به رنگ قرمز نشان داده شده. مدار زمین آبی است.

فاصلهٔ متوسط مریخ از خورشید تقریباً ۲۳۰ میلیون کیلومتر (۱۴۳ میلیون مایل) و دوره مداری آن ۶۸۷ روز (زمین) است. روز خورشیدی در مریخ تنها کمی طولانی‌تر از روز زمین است: ۲۴ ساعت، ۳۹ دقیقه و ۳۵٫۲۴۴ ثانیه. یک سال مریخ برابر با ۱٫۸۸۰۹ سال زمین یا یک سال، ۳۲۰ روز و ۱۸٫۲ ساعت است.

## جو

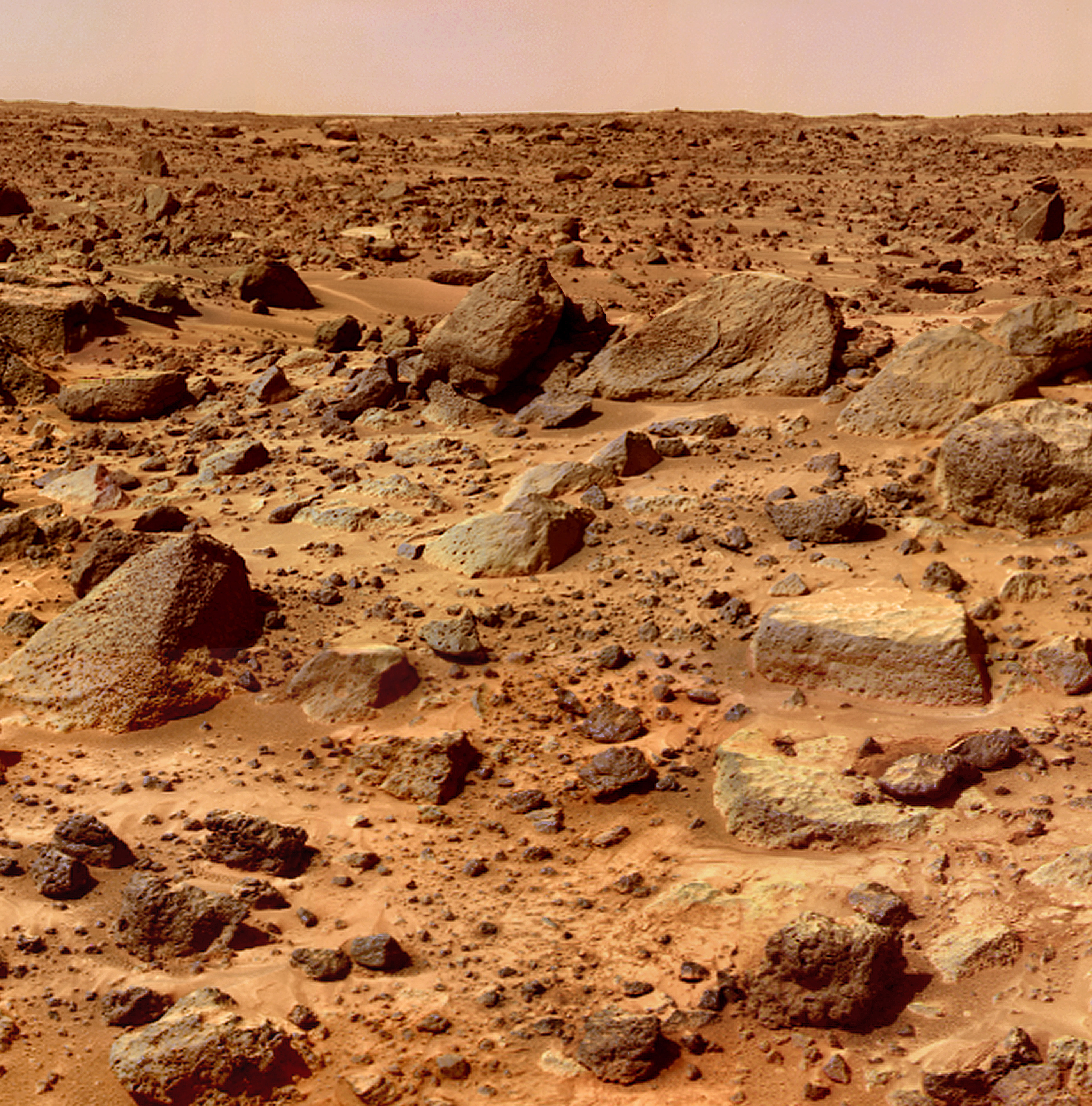
تصویری از سطح مریخ

جو زمین شامل ۷۸ درصد نیتروژن، ۲۱ درصد اکسیژن، ۰٫۹ درصد آرگون، ۰٫۰۳ درصد کربن دی‌اکسید و مقادیری بخار آب و ذرات معلق است. در حالی که در جو مریخ ۹۵ درصد دی‌اکسید کربن، ۳ درصد نیتروژن، ۱٫۶ درصد آرگون و فقط مقدار ناچیز اکسیژن و آب وجود دارد. جو سیارهٔ سرخ بسیار رقیق است، به‌طوری‌که فشار جوی سطح آن معادل یک صدم فشار جو زمین در سطح دریاست. افزون‌بر این جو مریخ محافظ خوبی در برابر تابش‌های مرگبار فضایی نیست.
بیشتر مناطق مریخ بسیار سرد است. دمای هوا در قطب‌های آن می‌تواند تا ۱۳۰ درجه زیر صفر پایین برود.

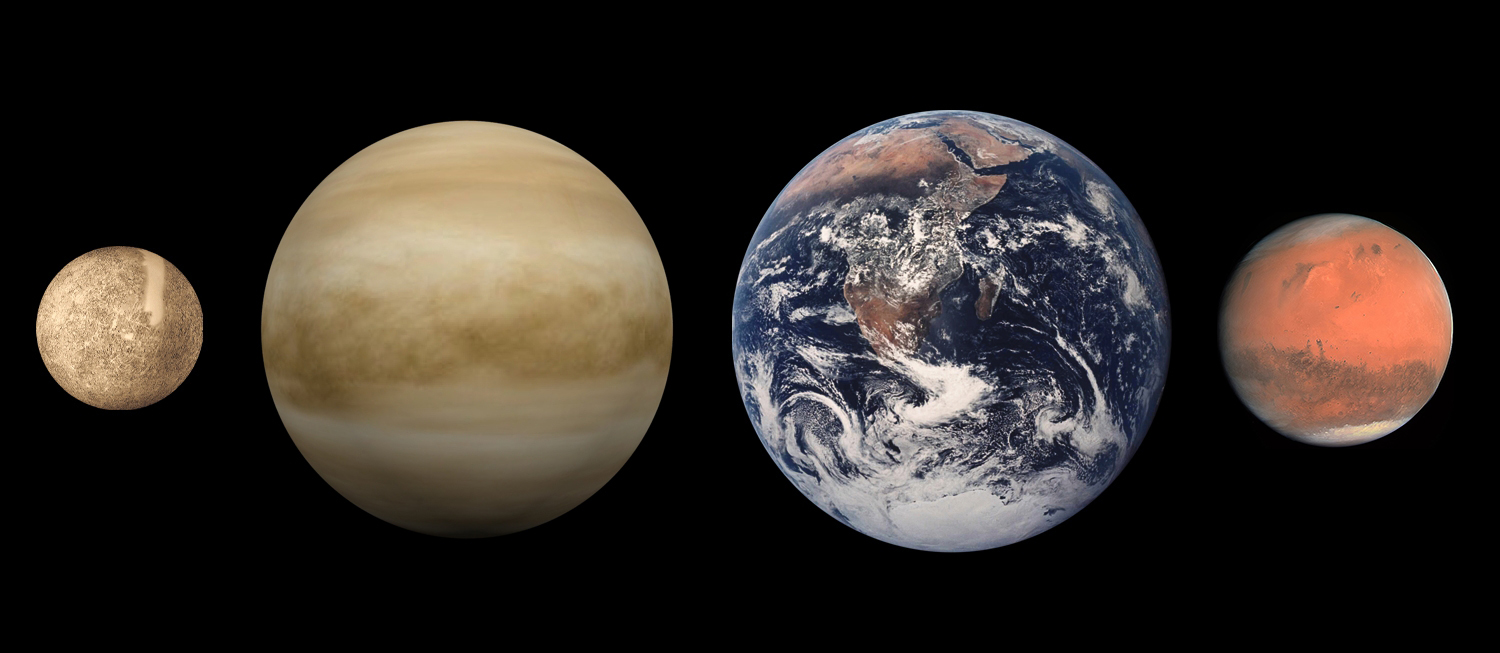
از چپ به راست به ترتیب عطارد، زهره، زمین و مریخ

به دلیل رقیق بودن «هوای» مریخ، دمای هوا به سرعت تغییر می‌کند؛ مثلاً فقط لحظاتی پس از طلوع خورشید دما در سطح بیش از ۲۰ درجه افزایش می‌یابد. در هر لحظه دمایی که پای شما احساس می‌کند (هوای نزدیک سطح) با دمای هوای اطراف سر شما ممکن است تا ۲۰ درجه اختلاف داشته باشد. به این ترتیب اگر روی استوای مریخ باشید، دمای سطح ۲۰ درجهٔ سلسیوس و دمای اطراف سر شما صفر درجه است.
در مریخ بادهایی با سرعت زیاد (متجاوز از ۲۰۰ کیلومتر بر ساعت) می‌وزد که سبب می‌شود غبارها در ارتفاع ۴۰ کیلومتری معلق بمانند علت ایجاد این بادها غالباً اختلاف دما توأم با اختلاف فشار است

## افسانه
مریخ، نام ستارهٔ فلک پنجم از ستاره‌های خنس و آن را بهرام نیز گویند، منحوس و دال بر جنگ و خصومت و خون‌ریزی و ظلم است. (منتهی‌الارب). کوکبی است از جملهٔ سبعهٔ سیاره و در آسمان پنجم است. (برهان). ستاره‌ای است از خنس، گویند سبب تسمیهٔ آن سرعت سیرش است و برخی گویند به سبب رنگ زرد و سرخ آن است که شبیه مرداسنج (مردار سنگ) باشد. (از اقرب الموارد). چهارم کوکب سیار در عالم شمسی که بهرام نیز گویند و به اعتقاد بطلمیوس کوکب سیاری که در آسمان پنجم واقع شده است. (ناظم الاطباء). از کواکب سبعهٔ سیاره است و مأخوذ از مرخ و آن درختی است که از چوب آن آتش‌زنه سازند و سبب تسمیهٔ آن تشبیه به آتش است از نظر سرخی، و گویند مریخ در لغت عبارت از تیر بدون پر است که در حرکت خود پیچ و تاب می‌خورد و ستارهٔ مذکور نیز به سبب به چپ و راست رفتن در حرکت بدین نام خوانده شده مریخ در فلک پنجم است و فاصلهٔ آن از زمین سه هزار هزار و نهصد هزار و دوازده هزار و هشتصد و شصت و شش میل است. (از صبح الاعشی ج ۲). از کلدانی مَرداخ، و شاید اصل مرداخ نیز فارسی باشد، یا فارسی و کلدانی از مرد (رجل) و آک به‌معنی اسب به فارسی یا به کلدانی. یکی از پیکرهایی که یونانیان باستان برای مریخ می‌پنداشتند اسب بود، و واژهٔ مارس از همین مریخ آمده است، یعنی مرداخ و مرداس نامی است که به پدر ضحاک می‌داده‌اند و این نام در میان عرب بسیار است.

## خروج از مرکز
خروج از مرکز مریخ متغیر است و از ۰٫۰۰۹ درجه تا ۰٫۱۰۴ درجه تغییر می‌کند اکنون خروج از مرکز ۰٫۰۹۳ درجه است؛ مدت زمان این تغییر صدها سال تا هزاران سال تغییر می‌کند

## مقابلهٔ مریخ و زمین
توجه به مدت زمان سال مریخی (۶۸۷ روز) و سال زمینی (۳۶۵ روز) نشان می‌دهد که فاصلهٔ زمانی هر دو مقابله حدود دو سال و دو ماه است. اما با توجه به بیضی بودن مدار هر دو سیاره می‌توان انتظار داشت که فاصلهٔ بین زمین و مریخ در هر مقابله متفاوت باشد. کمترین فاصله، زمانی رخ می‌دهد که زمین در اوج و مریخ در حضیض مدار خود باشد. در این حالت زمین و مریخ تا ۵۶ میلیون کیلومتر به هم نزدیک خواهند شد. دورترین فاصله بین دو سیاره در مقابله می‌تواند تا ۲۴۰ میلیون کیلومتر افزایش یابد.
کمترین فاصله بین زمین و مریخ در مقابله‌هایی رخ می‌دهد که در دوره‌های ۱۵ تا ۱۷ ساله تکرار می‌شوند. اما آنچه حائز اهمیت است توجه به این نکته می‌باشد که فاصلهٔ دو سیاره در مقابله‌های نزدیک الزاماً یکی نیست و به همین دلیل است که نزدیک‌ترین مقابله‌ها (مانند آنچه در ۲۷ اوت سال ۲۰۰۳ رخ داد) در فواصل زمانی بسیار طولانی رخ می‌دهند.
جهت‌گیری مدار مریخ در فضا به هنگام مقابلهٔ نزدیک به گونه‌ای است که مریخ در جهت صورت فلکی دلو یا در نزدیکی صورت فلکی بزغاله قرار می‌گیرد. از طرفی کرهٔ زمین نیز در امرداد هر سال از این مکان می‌گذرد؛ بنابراین مقابلهٔ نزدیک دو سیاره همیشه در مرداد یا شهریور هر ۱۵ تا ۱۷ سال رخ می‌دهد. در این هنگام مریخ در جنوب استوای سماوی قرار دارد و بنابراین این نوع مقابله‌ها از عرض‌های جغرافیایی جنوبی زمین بهتر مشاهده می‌شوند. عکس این مطلب در مقابله‌های دور صادق است چرا که این نوع مقابله‌ها در صورت فلکی شیر و در ماه بهمن و اسفند رخ می‌دهند، در نتیجه از نیمکرهٔ شمالی زمین بهتر دیده می‌شوند.

## کاوشگران مریخ
ناسا تاکنون چندین فضاپیما و کاوش‌گر کاربردی را در اطراف و روی سیارهٔ مریخ به کار گرفته است: کاوشگرهای مریخ‌نورد فرصت (آپورچونیتی) و کنجکاوی و اینسایت و استقامت که به ترتیب در سال‌های ۲۰۰۴ و ۲۰۱۲ و ۲۰۱۸ و ۲۰۲۱ در مریخ فرود آمدند و مدارگردهای اودیسهٔ مریخ، MRO و ماون که در مدار خود گرد سیارهٔ سرخ گردش می‌کنند. اودیسهٔ مریخ در سال ۲۰۰۱، MRO در سال ۲۰۰۶ و ماون در سال۲۰۱۴ به مدار مریخ وارد شدند. فضاپیمای مارس اکسپرس اروپا و مأموریت مدارگرد مریخ هند نیز از بالا به پایش سیارهٔ سرخ می‌پردازند و تعداد مدارگردهای عملکردی مریخ را به پنج رسانده‌اند.
دوربین های‌رایز مدارگرد MRO شامل یک لنز تلسکوپی است که می‌تواند ویژگی‌های کوچک تا یک متر را در سطح مریخ تشخیص دهد. این دوربین همچنین تصاویر را در طول‌موج‌های نزدیک فروسرخ جمع‌آوری کرده که به پژوهشگران در یادگیری کانی‌شناسی مریخ کمک می‌کند.

## وجود آب
کلیهٔ مشاهدات پیشین توسط ماهواره‌ها و مریخ‌نوردها حاکی از آن بوده است که سیارهٔ سرخ زمانی پوشیده از لایهٔ غلیظی از گازها بوده که امکان حضور آب مایع بر سطح را فراهم می‌کرده است. این برداشت (وجود آب سطحی) در مشخصه‌های سطح مریخ، مثل آثاری که شبیه بستر رودها، دلتاها و دریاچه‌هاست، مشهود می‌باشد. اما فشار هوای مریخ امروز کمتر از یک درصد زمین است، یعنی اگر آب مایع را روی سطح بریزید (بسته به جای آن) می‌جوشد و بخار می‌شود یا یخ می‌بندد.
در ماه آوریل ۲۰۱۵، مریخ‌نورد ناسا که حدود سه سال در این سیاره مشغول پژوهش است، خاکی مرطوب شده با آب نمک را کشف کرد که نقطهٔ انجماد را کاهش می‌دهد. سپس مریخ‌نورد در ماه سپتامبر صخره‌هایی زیر سطح مریخ یافت که چهار برابر آنچه که پیش از آن تصور می‌شد مرطوب بود. افزون‌بر این، تصاویر ماهواره‌ای که از سنگ‌ریزه‌ها در سطح این سیاره تهیه شده بود، نشان می‌داد روزی در این سیاره جریان آب وجود داشته است. همچنین مریخ، درون خاکش خاکستری است. ایلان ماسک پروژه سفر به مریخ با استار شیپ را آماده کرده است. مریخ بهترین گزینه بعد زمین برای زیست می‌باشد. با مطالعهٔ تصاویر تهیه شده توسط مریخ‌نورد از سنگ‌های بازالتی و تیرهٔ سطح مریخ، گمانه‌زنی‌هایی از پوشیده بودن این سیاره از آب در سال‌های دور به میان آمد.
ناسا در نشستی خبری در ۶ مهر ۱۳۹۴ (۲۸ سپتامبر ۲۰۱۵) وجود آب در مریخ را تأیید و اعلام کرد که در ماه‌های گرم آب جاری در این سیاره وجود دارد. عکس‌هایی از مریخ به زمین رسیده بود که در آن‌ها به‌طور واضح دیده می‌شد که رگه‌های تیره روی یک سرازیری مریخ چگونه با فصل‌ها تغییر می‌کنند. این رگه‌ها با نام رگه‌های خطوط شیب برگردنده (recurrent slope linea) در ماه‌های گرم‌تر تا پایین شیب‌ها هم کشیده می‌شوند ولی طی فصل‌های سردتر ناپدید می‌شوند. دانشمندان ناسا اعلام کردند که رگه‌های تیره به‌طور حتم آب جاری هستند که در تابستان دیده شده و در زمستان مریخ محو می‌شوند. باید توجه داشت که آب کشف شده خالص نیست و نوعی نمک موجود در آن باعث می‌شود که این آب بتواند در دمای معمول ۵۰ درجهٔ سلسیوس زیر صفر مریخ جاری باشد. این مسئله می‌تواند به معنای وجود نوعی حیات در مریخ باشد.
در تاریخ ۱ مرداد ۱۳۹۶ ۲۵ ژوئیه ۲۰۱۸ دانشمندان ایتالیایی با بررسی اطلاعات ابزارهای راداری مدارگرد مریخ (مدارگرد اکسپرس) توانستند دریاچه‌ای از آب مایع در قطب جنوب سیارهٔ سرخ پیدا کنند، این دریاچه ۱/۵ کیلومتر زیر سطح قلهٔ یخی در قطب جنوب مریخ پنهان شده است. به گفتهٔ گروه تحقیقاتی این دریاچهٔ بزرگ ۲۰ کیلومتر عرض دارد. با کشف آب مایع روی این سیاره احتمال وجود حیات نیز افزایش می‌یابد. محققان ایتالیایی می‌گویند دریاچهٔ مریخ بسیار شبیه به دریاچه‌های به دام افتاده زیر توده‌های یخی در قطب شمال و جنوب سیارهٔ زمین است. از آنجایی که در دریاچه‌های زیریخی زمینی حیات وجود دارد، احتمال دارد که در دریاچهٔ مریخی نیز علائمی از حیات کشف شود.

## جدول مشخصات سیارهٔ مریخ
| مشخصات مداری (ژانویه ۲۰۰۰)                           | مشخصات مداری (ژانویه ۲۰۰۰) |
| ---------------------------------------------------- | --- |
| نیم‌قطر بزرگ                                          | ۲۲۷، ۹۳۶، ۶۳۷ کیلومتر ۱۴۱، ۶۳۲، ۹۷۶ مایل ۱٫۵۲۳، ۶۶۲، ۳۱ واحد نجومی                                                                       |
| پیرامون مدار                                         | ۱، ۴۲۹، ۰۰۰، ۰۰۰ کیلومتر ۸۸۷، ۹۰۰، ۰۰۰ مایل ۹٫۵۵۳ واحد نجومی                                                                             |
| خروج از مرکز                                         | ۰٫۰۹۳، ۴۱۲، ۳۳ |
| حضیض                                                 | ۲۰۶، ۶۴۴، ۵۴۵ کیلومتر ۱۲۸، ۴۰۲، ۹۶۷ مایل ۱٫۳۸۱، ۳۳۳، ۴۶ واحد نجومی                                                                       |
| اوج                                                  | ۲۴۹، ۲۲۸، ۷۳۰ کیلومتر ۱۵۴، ۸۶۳، ۵۵۳ مایل ۱٫۶۶۵، ۹۹۱، ۱۶                                                                                  |
| تناوب مداری                                          | ۶۸۶٫۹۶۰۰ روز ۱٫۸۸۰۸ سال |
| تناوب هلالی                                          | ۷۷۹٫۶۹ روز ۲٫۱۳۵ سال |
| سرعت مداری: ~میانگین ~بیشینه ~کمینه                  | ۲۴٫۰۷۷ کیلومتر در ثانیه (۵۳٫۸۵۹ مایل در ساعت) ۲۶٫۴۹ کیلومتر در ثانیه (۵۹٫۲۷۷ مایل در ساعت) ۲۱٫۹۷۲ کیلومتر در ثانیه (۴۹٫۱۵۰ مایل در ساعت) |
| تمایل نسبت به: ~صفحه مداری زمین ~صفحه استوایی خورشید | ۱٫۸۵۰، ۶۱ درجه ۵٫۶۵ درجه |
| طول دائرةالبروجی اعتدال بهاری                        | ۴۹٫۵۷۸، ۵۴ درجه |
| شناسه حضیض                                           | ۲۸۶٫۴۶۲، ۳۰ درجه |
| تعداد ندیم‌های طبیعی                                  | ۲ |
| مشخصات فیزیکی (ژانویه ۲۰۰۰)                          | |
| قطر استوایی                                          | ۶٬۸۰۴٫۹ کیلومتر ۴، ۲۲۸٫۴ مایل ۰٫۵۳۳ برابر قطر زمین                                                                                       |
| قطر قطبی                                             | ۰٫۵۳۳ برابر قطر زمین ۴، ۱۹۷٫۲ مایل ۰٫۵۳۱ برابر زمین                                                                                      |
| پخی                                                  | ۰٫۰۰۷، ۳۶ |
| مساحت سطح                                            | ۱۴۴، ۷۹۸، ۴۶۵ کیلومتر مربع ۵۵٬۹۰۶٬۷۷۱ مایل مربع ۰٫۲۸۴ برابر زمین                                                                         |
| حجم                                                  | ۱٫۶۳۱، ۸‎×۱۰۱۱ کیلومتر مکعب ۰٫۱۵۱ برابر زمین                                                                                              |
| جرم                                                  | ۶٫۴۱۸، ۵‎×۱۰۲۳ کیلوگرم ۰٫۱۰۷ برابر زمین                                                                                                   |
| چگالی متوسط                                          | ۳٫۹۳۴ گرم در سانتیمتر مکعب |
| گرانش استوایی                                        | ۳٫۶۹ متر در مجذور ثانیه ۰٫۳۷۶ برابر زمین                                                                                                 |
| سرعت فرار                                            | ۵٫۰۲۷ کیلومتر در ثانیه ۱۱٫۲۴۵ مایل در ساعت                                                                                               |
| تناوب گردش                                           | ۱٫۰۲۵، ۹۵۷ روز ۲۴٫۶۲۲، ۹۶۲ ساعت |
| تمایل محور                                           | ۲۵٫۱۹ درجه |
| بعد سرسو در قطب شمال                                 | ۳۱۷٫۶۸۱، ۴۳ درجه ۲۱:۱۰:۴۴ |
| بازتاب                                               | ۰٫۱۵ |
| دمای سطحی: ~کمینه ~متوسط ~بیشینه                     | ۱۴۰- درجه سانتی‌گراد (۱۳۳ کلوین) ۶۳- درجه سانتی‌گراد (۲۱۰ کلوین) ۲۰ درجه سانتی‌گراد (۲۳۹ کلوین)                                             |
| مشخصات جوی                                           | |
| فشار جوّی                                             | ۰٫۷ تا ۰٫۹ کیلو پاسکال |
| دی‌اکسید کربن                                         | ۹۵٫۷۲ درصد |
| نیتروژن                                              | ۲٫۷ درصد |
| آرگون                                                | ۱٫۶ درصد |
| اکسیژن                                               | ۰٫۱۳ درصد |
| مونو اکسید کربن                                      | ۰٫۰۷ درصد |
| بخار آب                                              | ۰٫۰۳ درصد |
| اکسید نیتریک                                         | ۰٫۰۱ درصد |
| نئون                                                 | ۰٫۰۰۰۲۵ درصد (۲٫۵ ذره در هر میلیون) |
| کریپتون                                              | ۰٫۰۰۰۰۳ درصد (۳۰۰ ذره در هر میلیارد) |
| زنون                                                 | ۰٫۰۰۰۰۰۸ درصد (۸۰ ذره در هر میلیارد) |
| ازن                                                  | ۰٫۰۰۰۰۰۳ درصد (۳۰ ذره در هر میلیارد) |